# Byblis
Byblidaceae és el nom botànic d'una família de plantes carnívores que somés té un gènere: Byblis. La primera espècie del gènere va ser descoberta pel botànic anglés Richard Anthony Salisbury en 1808. Fins ara es coneixen sis espècies.
Les espècies de Byblis pareixen similars a Drosera i Drosophyllum però es distingeixen per les seues flors simètriques amb cinc estams corbats a un costat del pistil. Aquests gèneres, en realitat, no estan estretament relacionats; les modernes classificacions col·loquen a Byblis a les Lamials, mentre que a Drosophyllum el col·loquen a la família Cariofil·lals.

## Característiques
Totes les espècies del gènere creixen de forma vertical amb el suport d'un sistema feble i fibrós d'arrels. El gènere es pot dividir en dos grups o "complexos": El complex B. liniflora i el complex B. gigantea (vegeu més avall).

### Fulles
Les fulles de totes les espècies són rodones en secció transversal i molt allargades, disminuint al final. La superfície de les fulles està densament esquitxada de pèls glandulars (tricomes) que segreguen una substància mucilaginosa de la seua punta. Aquests serveixen per atraure petits insectes, que en tocar les secrecions enganxoses queden atrapats. A menys que siguin prou forts per escapar, la presa o mor d'esgotament o d'asfíxia perquè el mucílag els envolta i emboça els seus espiracles. A diferència de Drosera, Byblis no pot moure ni els seus tentacles, ni les fulles mateixes per ajudar a la captura o la digestió de la presa. Com a resultat d'això, s'agrupen les "trampes passives d'insectes", comunament amb Pinguicula, Drosophyllum, Roridula, Stylidium i Triphyophyllun peltatum.
Juntament amb les glàndules mucilaginoses pedunculades, les fulles també estan equipades amb glàndules sèssils, que normalment són responsables de la secreció dels sucs digestius. Les glàndules sèssils són de cinc a deu vegades més nombroses que les glàndules pedunculades.

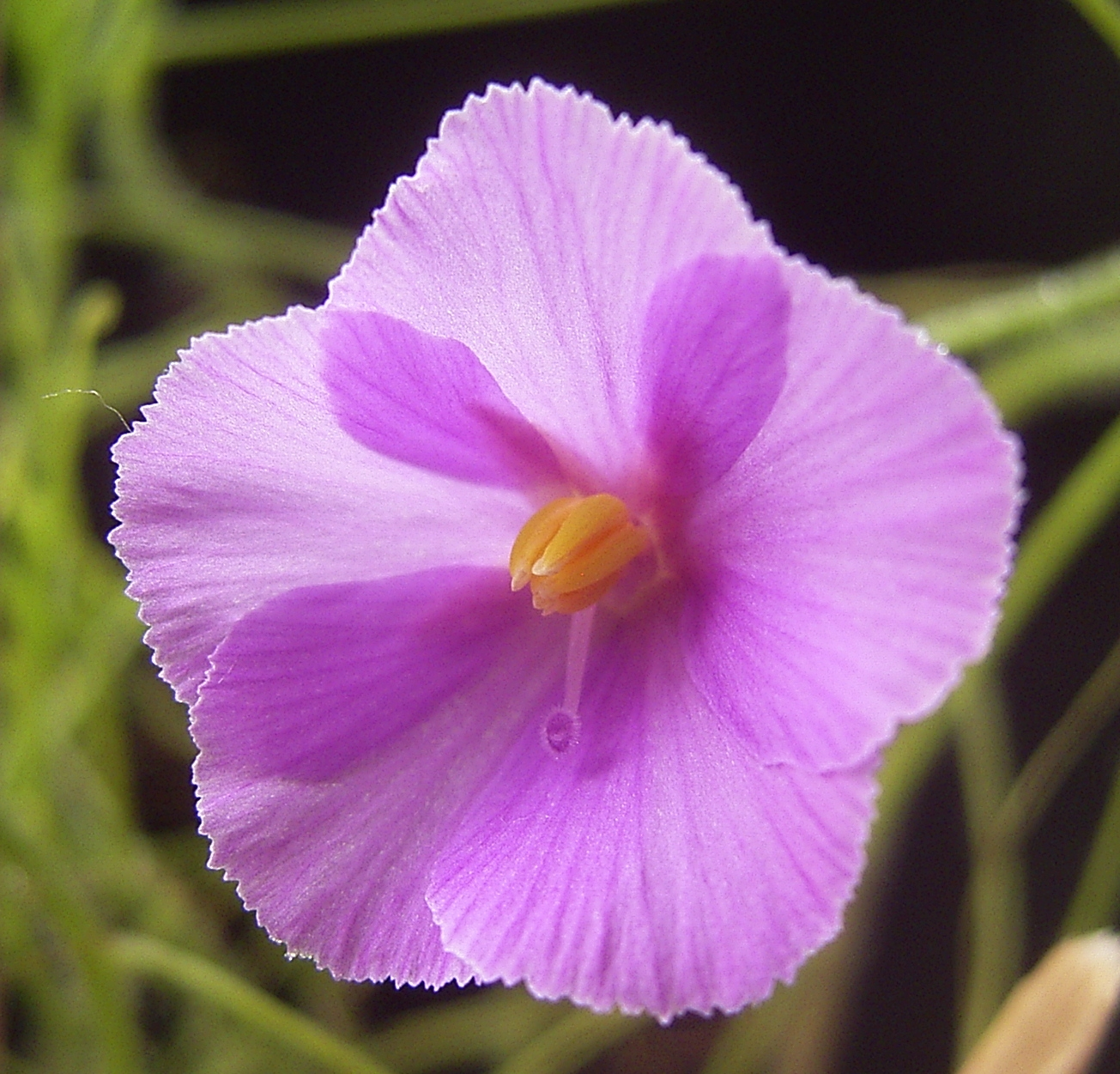
Flor de B. filifolia

### Flors
Les flors d'aquest gènere neixen per separat al final de les tiges, inflorescències paregudes a fulles ixen dels eixos de la fulla. Les flors estan formades per cinc pètals, presentant un color generalment de púrpura a violeta pàl·lid, encara que un B. gigantea i B. filifolia de vegades pot produir flors blanques. A excepció de l'auto-pol·linitzacióde B. liniflora, totes les altres espècies requereixen pol·len d'altres individus per a la fertilització. L'alliberament de pol·len de B. gegant i B. lamellata només és provocada per la freqüència de ressonància produïda per un pol·linitzador volador, assegurant així la pol·linització creuada.

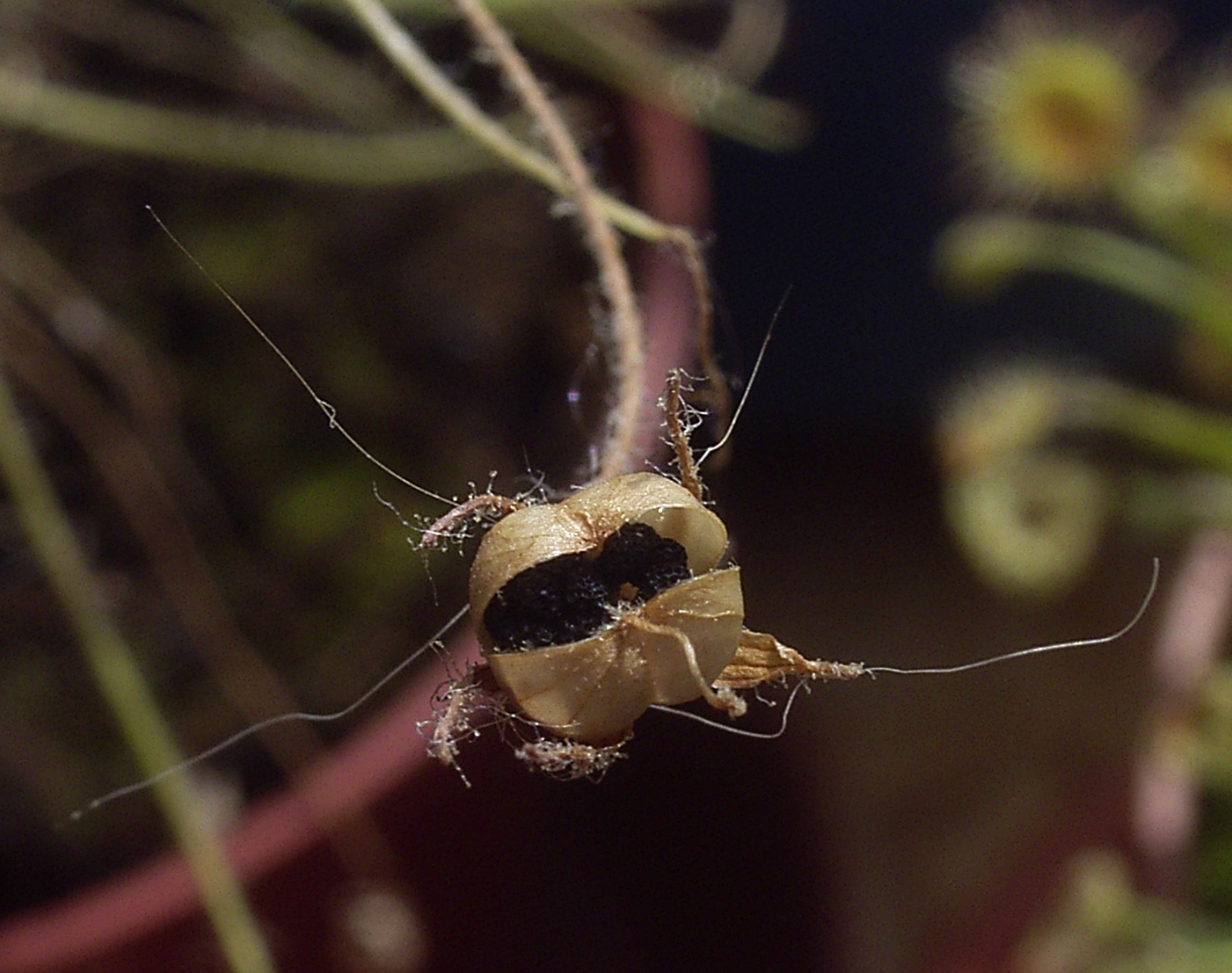
Càpsula de B. liniflora

### Fruits
Les flors fertilitzades madures adquireixen una forma d'ou, formant una càpsula dividida per dos parts les quals contenen les llavors. Quan se seca la càpsula, les esquerdes s'obren (fruit dehiscent), deixant caure les llavors a terra. Les llavors són de color negre, generalment rodones i sovint les marques de la superfície interdigitals, encara que les de B. lamellata estan fortament estriades. La germinació de moltes espècies és provocada pels incendis de males herbes després del període de secara, els components del fum són responsables de provocar la germinació.

## Distribució
Totes les espècies Byblis són nadius d'Austràlia. B. gigantea i B. lamellata són endèmiques de la regió de Perth, situada al sud-oest d'Austràlia, mentre que les espècies que componen el complex B. liniflora es troben només al nord d'Austràlia. L'excepció és B. liniflora, la seua distribució s'estén cap al sud d'Indonèsia i Papua Nova Guinea.
Igual que moltes plantes carnívores, les espècies de Byblis normalment creixen en les torberes i pantans. En general prefereixen els sòls arenosos estacionalment humits, amb llum solar parcial o directa amb temperatures d'entre ~ 5-40 °C.

## Gèneres
Els estudis de genètica molecular han posat el gènere dins de la família Lamiales. Si bé, la seua ubicació en l'ordre encara no està molt clara, està estretament relacionat amb les Martiniàcies, Lentibulariàcies, així com Gesneriàcies.
Durant un temps, el gènere Roridula va ser atribuït igualment a la família Byblidaceae. Des d'aquell moment, però, han estat reclassificades en la seua pròpia família, Roridulaceae.
Tradicionalment, el gènere es divideix en dues espècies, a saber, B. gegant i B. liniflora. Altres espècies es van descriure en la dècada de 1980, en particular mitjançant la tasca del botànic australià Allen Lowry. Actualment hi ha set espècies, que són:
- Byblis aquatica
- Byblis filifolia
- Byblis gigantea
- Byblis guehoi
- Byblis lamellata
- Byblis liniflora
- Byblis rorida